# Fantasmas en la cultura bengalí

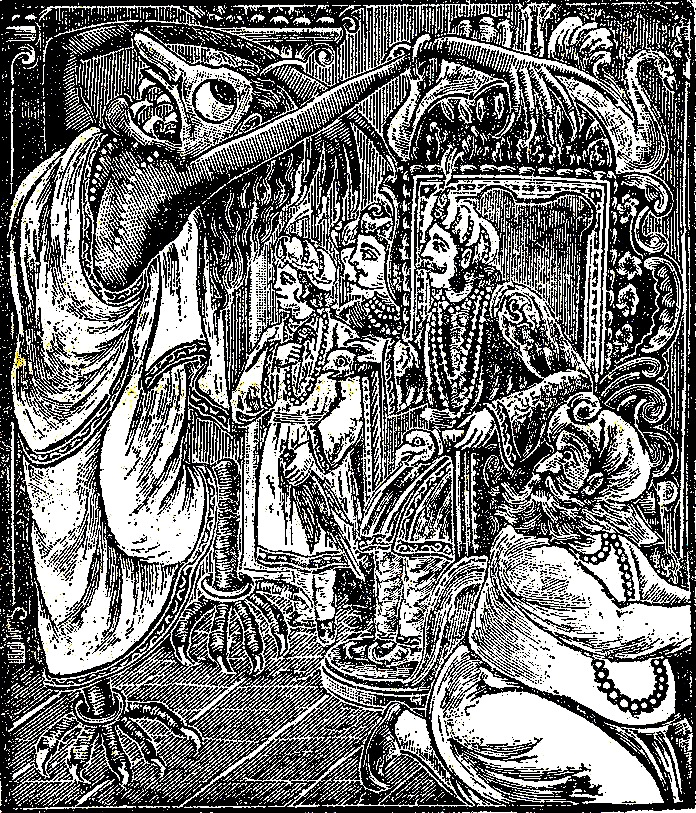
La representación de un "Rakkhoshi" (un ser demoníaco femenino) en la corte del rey. Representado en la colección clásica de folklore bengalí para niños Thakurmar Jhuli (1907). Por Dakshinaranjan Mitra Majumder.

Los fantasmas en la cultura bengalí son una parte importante del folclore y forman parte integral de las creencias socioculturales de las personas que viven en la región geográfica y etnolingüística de Bengala, que hoy está formada por la nación independiente de Bangladés y los estados indios de Bengala Occidental. Los cuentos de hadas, tanto antiguos como nuevos, a menudo utilizan el concepto de fantasmas. En la literatura bengalí moderna, en el cine y también en la radio y la televisión, las referencias a los fantasmas se encuentran a menudo. También hay muchos sitios presuntamente embrujados en esta región. Se cree que los espíritus de aquellos que no pueden encontrar paz en la otra vida o que mueren de forma no natural permanecen en la Tierra. La palabra común para fantasmas en hindú es bhuta (bengalí :ভূত ). Esta palabra tiene un significado alternativo: «pasado» en bengalí. También, la palabra Pret (derivada del sánscrito 'Preta') se usa en bengalí para significar fantasma. En Bengala, se cree que los fantasmas son el espíritu después de la muerte de un ser humano insatisfecho o el alma de una persona que muere en circunstancias antinaturales o anormales —como asesinato, suicidio o accidente—. Incluso se cree que otros animales y criaturas también pueden convertirse en fantasmas después de su muerte.
La comunidad hindú bengalí celebra el Bhoot Chaturdashi, que normalmente tiene lugar el día 14 de Krishna Paksha —fase menguante de la luna— en la noche anterior al festival Kali Pujá / Dipaboli. Esa noche, los bengalíes encienden 14 lámparas de tierra en sus casas para apaciguar los espíritus de sus 14 generaciones de antepasados. Se cree que en la noche antes de Kali Pujá, los espíritus de estos ancestros descienden sobre la tierra, y estas lámparas les ayudan a encontrar sus queridos hogares. Otra creencia popular es que Chamunda (un aspecto temible de Kali) junto con otras 14 formas fantasmales protegen a los espíritus malignos de la casa mientras que 14 lámparas de tierra están iluminadas en diferentes entradas y rincones oscuros de las habitaciones. Además, es costumbre consumir un plato de 14 tipos de verduras de hoja durante el Bhoot Chaturdashi, para que los espíritus malignos no puedan poseer el cuerpo.

## Tipos de fantasmas y otras entidades sobrenaturales
Hay muchos tipos de fantasmas y entidades sobrenaturales similares que aparecen frecuentemente en la cultura bengalí, en sus folklores y forman una parte importante en las creencias y supersticiones socioculturales de los pueblos bengalíes. Algunas de estas entidades sobrenaturales son:
- Petni / Shakchunni: petni son básicamente fantasmas femeninos que murieron solteras o tienen deseos insatisfechos. La palabra petni se originó a partir de la palabra sánscrita pretni (género femenino de Preta). La palabra Shakchunni viene de la palabra Sanksrit Shankhachurni. Es el fantasma de una mujer casada que suele llevar en sus manos un tipo especial de brazaletes tradicionales hechos de concha (llamados 'Shankha' en bengalí), que es un signo de la mujer casada en Bengala.

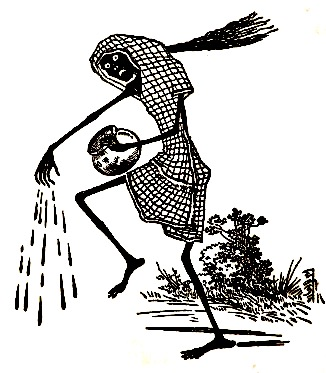
Representación de un fantasma «Shakchunni» extendiendo estiércol de vaca mezclado con agua.

- Damori: las prácticas tántricas y la magia negra han sido muy populares en la Bengala rural en el pasado durante muchos siglos. Algunos campesinos de Bengala, obsesionados con lo oculto, solían viajar al templo de Kamakhya en Assam para aprender las formas tántricas y la magia negra.[13][14] Muchos Sadhu (yoguis ascéticos), tántricos, aghori, kapalika y kabiraj dedicaban sus vidas a la búsqueda de prácticas ocultas. Se dice que estas personas tienen el poder de invocar entidades demoníacas/ fantasmales de nivel inferior como Hakini, Shakhini (igual que Shakchunni) y Dakini. Los tantriks usan estos espíritus demoníacos para propósitos de adivinación, y también para causar daño a la gente. Cuando los campesinos supersticiosos querían hacer daño a un enemigo, acudían a los tantriks en busca de ayuda. Una práctica común se llamaba "Baan Mara", un ritual por el cual los tantriks utilizaban fuerzas demoníacas para matar a una persona. En tales casos, se dice que la víctima moría vomitando sangre por la garganta.[15][16] Los dos mantras tántricos de nivel más alto son Kularnob y Moha Damor. Un mantra tántrico llamado Bhoot Damor (una rama inferior de Moha Damor) trabaja con diferentes semidiosas llamadas Yoguinis, Kinnori, Apshori, Bhutini, etc.[17] En conjunto estas entidades sobrenaturales se llaman Damori. En la filosofía del tantra, se cree que si alguien puede sumergirse en la búsqueda ascética y la adoración a través de Bhoot Damor, el invocado Damori se le aparecerá a esa persona, se asociará con él, y se convertirá en algo bajo su control. Estos seres no son ni humanos ni incorpóreos, sino intermedios. Son de algún reino invisible, y pueden materializarse en nuestra dimensión física percibida. Su concepto es similar al concepto occidental de hadas o duendes; o al concepto islámico/persa de Pori/Pari.[18][19]
- Besho Bhoot: la palabra Besho viene de la palabra "Baash" que significa bambú en bengalí. Besho Bhoot son fantasmas que viven en jardines de bambú. La gente de las zonas rurales de Bengala cree que los fantasmas dañinos viven en jardines de bambú, y uno no debería caminar por estas áreas después del atardecer. Se dice que cuando un bambú se inclina o yace en el suelo, nadie debe cruzarlo y rodearlo. Esto se debe a que cuando alguien intenta cruzar el bambú, el bambú es tirado hacia arriba por una fuerza invisible, y la persona puede morir como resultado. También se ha informado de que en el interior del jardín de bambú sopla un viento racheado, mientras que el tiempo es tranquilo en el exterior.[20][21]
- Penchapechi: es una forma inusual de fantasma que toma la forma de un búho y frecuenta los bosques de Bengala. Sigue a los viajeros indefensos a través del bosque hasta que están completamente solos, y luego ataca. A diferencia de otros fantasmas, los penchapechi en realidad consumen a sus víctimas, alimentándose de su cuerpo de una manera casi vampírica.
- Mamdo Bhoot: según las creencias de la comunidad hindú bengalí, se cree que son los fantasmas de los musulmanes. Se cree que los fantasmas de este tipo matan a la gente retorciéndoles el cuello.
- Gechho Bhoot:Es una especie de fantasma que vive en los árboles. La palabra "gechho" viene de la palabra gaachh, que significa árbol en bengalí.
- Aleya: aleya (o luz fantasma del pantano) es el nombre dado a un fenómeno de luz extraño e inexplicable que ocurre sobre los pantanos, tal como lo observan los bengalíes, especialmente los pescadores de Bengala Occidental y Bangladés. Esta luz de pantano a menudo parece una esfera de fuego voladora y brillante. Esto confunde a los pescadores y les hace perder la orientación, e incluso puede llevarlos a ahogarse. Las comunidades locales de la región creen que estas extrañas luces de pantano flotantes, representan los fantasmas de los pescadores que murieron pescando. A veces confunden a los pescadores y a veces les ayudan a evitar futuros peligros.[22]
- Begho Bhoot: la palabra Begho viene de la palabra bengalí Baagh que significa tigre. Begho Bhoot son los fantasmas de las personas que fueron asesinadas o comidas por los tigres en los sundarbans. Los aldeanos que viven en la zona creen en este tipo de fantasmas. Se dice que estas entidades asustan a la gente que entran en la selva o bosques en busca de miel, y tratan de llevárselo enfrentándose como los tigres. A veces hacen el mimetismo de los tigres para aterrorizar a los aldeanos.
- Skondhokata / Kondhokata: es un fantasma sin cabeza. Se cree que son los espíritus de las personas que murieron al ser cortadas sus cabezas por accidente de tren o de alguna otra manera. Este tipo de fantasmas siempre busca sus cabezas perdidas, y suplica a otros que les ayuden a encontrarlas. A veces atacan a los humanos y los hacen esclavos para buscar sus cabezas extraviadas.
- Kanabhulo: es un fantasma que hipnotiza a una persona y la lleva a un lugar desconocido. La víctima, en lugar de ir a su destino, se dirige a otro lugar que es silencioso y misterioso. Después de eso, la víctima pierde el juicio. Este tipo de fantasmas atacan de noche. Los viajeros solitarios, o una persona separada de su grupo, se convierten en víctimas favoritas de estos fantasmas.
- Dainee: significa bruja. "Dainee" no es en realidad alma o espíritu, sino un ser vivo. Por lo general, en las aldeas de Bengala, las mujeres viejas y sospechosas que conocen el mumbo-jumbo y otras brujerías o magia negra son consideradas como brujas. Se cree que secuestran a los niños, los matan y chupan su sangre para sobrevivir cien años.

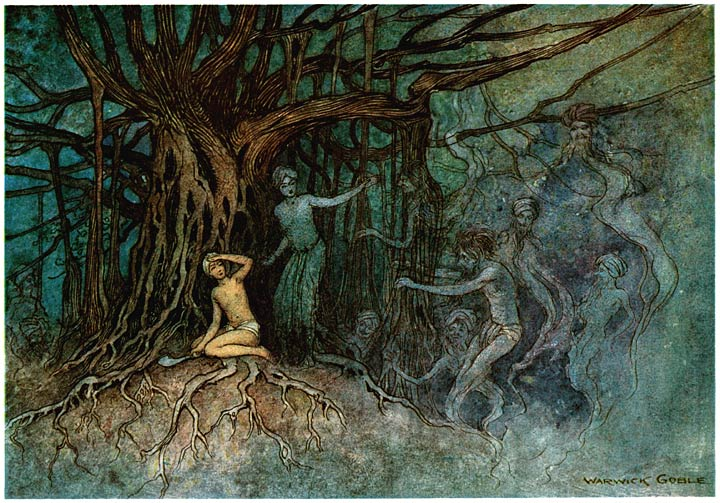
Un benévolo "Brahmadaitya" salvando a un pobre hombre de un grupo de fantasmas, mientras el hombre cortaba una rama del árbol baniano de allá, o Ashwattha]. Una ilustración de Warwick Goble. Tomado de la edición ilustrada de 1912 de Folk-Tales of Bengal de Lal Behari Dey.

- Brahmodaittyo: son uno de los tipos de fantasmas más populares en Bengala que se cree que son benévolos. Se toma como el fantasma del santo Brahmin. Por lo general, aparecen vistiendo un dhoti tradicional (vestido bengalí para hombres) y el hilo sagrado en su cuerpo. Son muy amables y útiles para el ser humano, tal y como se describe en muchas historias, leyendas populares y películas bengalíes.
- Boba: es la versión bengalí de una entidad sobrenatural llamada Boba (que significa «mudo/incapaz de hablar»). Boba ataca a una persona estrangulándola cuando duerme en una posición supina / dormir boca arriba. Sin embargo, se cree que la explicación científica es parálisis del sueño. Mientras una persona tiene parálisis del sueño, alucina en su sueño REM mientras el cerebro está funcionando pero el cuerpo está dormido. Esto realmente causa que la persona sea completamente incapaz de moverse o hablar, y resulta en alucinar con entidades extrañas tales como una vieja bruja (un ser demoníaco similar a una bruja). En Bangladés, el fenómeno se llama Bobaay Dhora (que significa «golpeado por Boba»).[23]
- Sheekol Buri / Jol-Pishach: se cree que habitan en los ríos, estanques y lagos. Son llamados con diferentes nombres en diferentes localidades de Bengala. Las mujeres jóvenes, que se suicidaron por ahogamiento debido a un matrimonio infeliz —pueden haber sido abandonadas por sus amantes o abusadas y acosadas por sus maridos mucho mayores—, o que se ahogaron violentamente en contra de su voluntad —especialmente después de quedar embarazadas con hijos no deseados—, deben vivir su tiempo designado en la tierra y regresar como tales seres. Su principal propósito es, sin embargo, atraer a los jóvenes y llevarlos a las profundidades de dichas vías fluviales, donde enredaba sus pies con su largo cabello y los sumergía. Su pelo es muy largo y siempre húmedo, y sus ojos están sin iris. Como muchas hadas, a veces toman amantes humanos. Desafortunadamente, la mayoría de estas uniones terminan trágicamente para el ser humano. Como es el caso usual, ellos extraen una promesa de su amante mortal y cuando tal promesa se rompe, ella se revela a sí misma como la criatura sobrenatural que es, a menudo tomando la vida del humano en el proceso. Su hábitat general son los cuerpos de agua, a pesar de que deambulan por la tierra/silvestre alrededor del agua y también son vistas a menudo sentadas sobre los árboles a altas horas de la noche. El concepto de tales seres sobrenaturales es similar al de Rusalka de la mitología eslava.
- Nishi: el «espíritu nocturno» atrae a su víctima a un área aislada llamando a la persona con la voz de un ser querido. El nishi únicamente ataca de noche, y una vez que la víctima responde a su llamada, se hipnotiza, sigue la voz y nunca se la vuelve a ver. Por lo tanto, se desconoce lo que les sucede. Se dice que algunos tántricos nutren y evocan a los nishi, para usarlos para dañar a alguien por despecho o venganza. La voz de nishi (que significa 'noche') se conoce como Nishir Daak («Llamada del Espíritu de la Noche»). La vieja superstición bengalí sugiere que el fenómeno del sonambulismo también es causado por nishi. Según el folclore, los nishi no pueden gritar más de dos veces, por lo que nadie debe responder a una voz por la noche hasta que se les llame al menos tres veces.
- Gudro Bonga: a pesar de que son tan adorados como semidioses por la comunidad santhal —una tribu indígena en Bengala—, se dice que muchas familias santafesinas nutren y cuidan de estas pequeñas criaturas enanas que parecen niños pequeños. La palabra gudro significa pequeño y bonga significa semidiós en lengua santha. Los santhales creen que estos seres son guardianes de tesoros escondidos en la tierra y pueden hacerlos ricos. Se cree que estos seres roban a los recién nacidos de las casas de la gente y también que los Gudro Bongas viven en clanes. Son similares al concepto de enanos o duendes.[24]
- Dhan Kudra: las experiencias con tales entidades se encuentran en los mitos de Bengala —especialmente en el sur de Bengala—. Suelen ser de estatura baja. Es una creencia que se quedan en la casa de alguien y ayudan al dueño de la casa a ganar dinero. Se cree que traen suerte. Son posiblemente seres similares o iguales a Gudro Bonga.
- Ráksasa: ráksasa es un ser demoníaco de aspecto feroz con colmillos puntiagudos, uñas afiladas en forma de garras y fuerza sobrehumana. Las historias de estas criaturas aparecen en las epopeyas hindúes de Ramayana y Mahabharata. Muchas historias de cuentos de hadas en el folklore bengalí también hablan de esta tribu demoníaca viciosa que se alimenta de humanos. Las mujeres bengalíes tradicionalmente ponen a dormir a sus hijos narrando historias de miedo de los cuentos populares de los Rakkhosh. El remate de la amenaza de un Rakkhosh en los cuentos tradicionales bengalíes es esta pareja: Hau, Mau, Cau,.....Manusher Gondho Pau —que significa: "Hau, Mau, Cau (palabras que riman sin sentido),....Huelo a un humano"—.
- Khokkosh: se trata de un monstruo enano, malicioso y grotesco, que se representa como una versión más pequeña de Rakkhosh. Las historias de Khokkosh se encuentran con frecuencia en los cuentos de hadas y leyendas tradicionales bengalíes.
- Daitia: los daitias tienen apariencia humana, pero de tamaño prodigioso y fuerza extraordinaria. Igual que los gigantes.
- Pisacha: el pisacha es una entidad demoníaca carnívora que se alimenta principalmente de cadáveres. Les gusta la oscuridad y se representan tradicionalmente para acechar los campos de cremación y los cementerios. Tienen el poder de asumir diferentes formas a voluntad, y también pueden volverse invisibles. A veces, poseen seres humanos y alteran sus pensamientos, y las víctimas son afligidas con una variedad de enfermedades y anormalidades como la locura. La versión femenina de pisacha se llama pishachini, que se describe como de aspecto horrible y terrible, sin embargo, a veces aparece con el astuto disfraz de una joven y bella doncella para atraer a los hombres jóvenes. Ella drena su sangre, semen y virilidad. Vive y merodea en lugares asociados con la muerte y la suciedad. Son similares al concepto occidental de los demonios.
- Vetala: un vetala o baital es un espíritu maligno en la mitología hinduista. Es un tipo de demonio, fantasma, espíritu o vampiro —especialmente el vetal que ocupa un cadáver—.[25] Estos espíritus malignos pueden usar los cadáveres como vehículos de movimiento —ya que no se pudren mientras están habitados—; pero también puede dejar el cadáver a voluntad. La gente común busca combatirlos o neutralizarlos con mantras y oraciones o cánticos rituales.[26]
- Iaksa: una entidad de tipo guerrero sobrenatural que son los guardianes y protectores de los tesoros o riqueza escondidos en la tierra. Usualmente son considerados benevolentes, y se dice que otorgan fertilidad y riqueza a sus devotos. Existe un idioma bengalí de uso común - Jokkher Dhon (que significa literalmente: «La Riqueza de Jokkho») que en realidad implica «proteger a una persona amada» o «salvaguardar una riqueza preciosa».

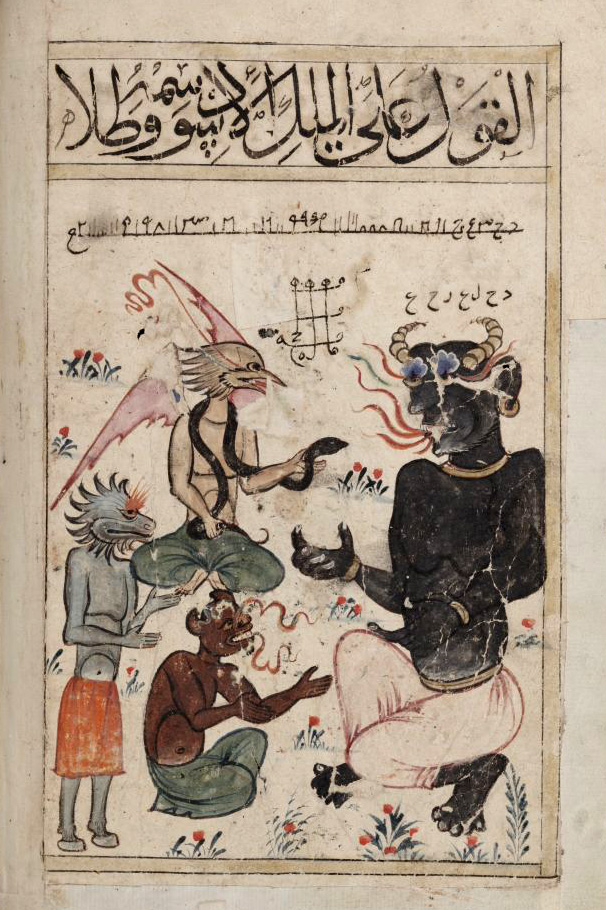
El rey negro de los jinns, Al-Malik al-Aswad, ilustración en Kitab al-Bulhan del.

- Genio / Jinn: la comunidad musulmana de Bengala cree firmemente que cualquier acontecimiento, fenómeno y manifestación sobrenatural, fantasmal, demoníaco o paranormal es obra de Jinn. Los genios pueden ser benévolos o malévolos. Los genios malévolos (demonios) pueden ser realmente malos, y pueden causar fantasmas en residencias humanas, casas vacías, lagos, cementerios, hospitales, y en el desierto. También se cree que algunas personas evocan a los genios y los usan para cumplir sus malvados propósitos. Cuando un jinn está cerca, una persona puede experimentar un olor extraño a perfume/floral o un olor terrible a carne podrida, o un olor a quemado, aunque no se pueda encontrar ninguna fuente posible de ese olor/odor. Los genios no tienen un cuerpo físico propio, y son criaturas de una dimensión invisible. Son metamorfos, y a menudo toman la forma de un ser humano o animal —comúnmente serpiente, perro, gato, cuervo o toro—. Cuando el genio se adhiere a una persona viva, la gente lo llama genio/posesión demoníaca. Los genios son exorcizados por personas piadosas como el Imán o Mawlana recitando capítulos del Corán. Los exorcistas profesionales de las aldeas / hechiceros llamados Kabiraj / Ojha ordenan / obligan a los genios a abandonar a la persona poseída mediante rituales de exorcismo que incluyen el uso de talismanes, o conjurando a un genio bueno para contrarrestar las fuerzas de los malvados poseedores. Los genios tienen la habilidad de predecir el futuro, pueden leer los pensamientos de la gente, tienen fuerza y poderes extraordinarios; y una persona poseída por un de ellos también puede demostrar tales habilidades. Sin embargo, también los hay tontos, temerarios, agresivos, enojados y engañan a los humanos con sus mentiras. También hay buenos y sabios que se cree que son piadosos y que salvan y ayudan a los humanos de situaciones peligrosas y fatales. Se cree que comen pescado/carne/huesos crudos y son aficionados a los dulces bengalíes tradicionales. Los vendedores de caramelos en Bangladés afirman firmemente la idea de que los genios vienen a las tiendas de caramelos a altas horas de la noche en forma humana para comprar caramelos. Viven en clanes, y cada clan está encabezado por un rey Jinn.[27][28][29][30]

## Presuntos lugares embrujados

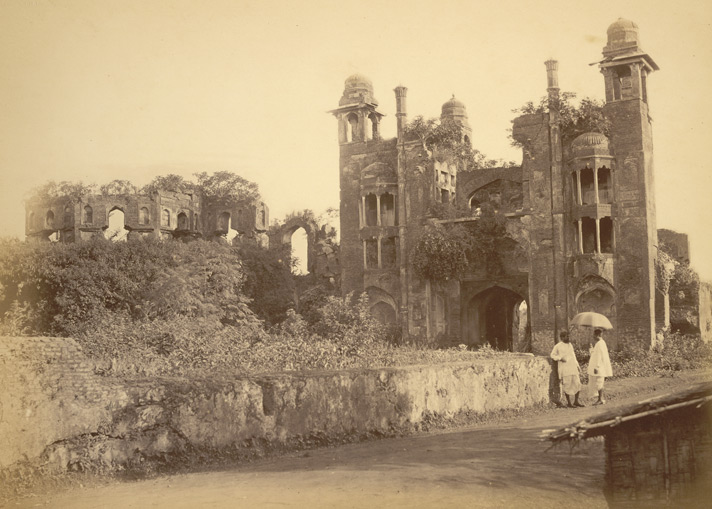
Fuerte de Lalbagh, entrada sur, vista de 1875

### Bangladés
Fuertet de Lalbagh, Golf Heights Banani, Carretera del aeropuerto Daca, apartamento Uttara Sector-3 en Daca; Chalan Beel en Sirajganj, lago de Foy, Pakri Beach, Mirsarai Highway Crossing en Chittagong y muchos otros lugares en Bangladés se dice que están embrujados.
- Fuerte de Lalbagh: el fuerte de Lalbagh, cerca de Daca, es uno de los lugares más embrujados de Bangladés. La Tumba de Pari Bibi —que era hija del Khan Shaista, Subahdar de Bengala, siglo XVII— es una de las tres partes principales de este fuerte. Es una leyenda desde hace mucho tiempo que en la noche de luna llena, Pari Bibi aparezca en el fuerte, cantando y bailando. Otro mito bien conocido sobre el Fuerte de Lalbagh es el fantasma de un hombre en su caballo, que entra y sale del fuerte por la noche. Dicen que esta aparición es para hacer sus oraciones. Normalmente, el tiempo de oración comienza alrededor de las 5 a. m. Sin embargo, cuando la gente ve este fantasma, escucha la llamada a la oración que viene de la sala de oración alrededor de las 3 de la madrugada, lo cual es absurdo. Cuando se apresuran a ver lo que sucede dentro de la sala de oración, la encuentran completamente vacía. En otros rumores, hay un pasadizo oculto en Agra (actualmente en India) desde este fuerte. Las leyendas locales dicen que quienquiera que haya encontrado este pasadizo y entrado en él, nunca ha regresado. Sin embargo, las puertas que decían estar conectadas con Agra habían sido selladas hace mucho tiempo por los gobernantes británicos después de que un acontecimiento místico le ocurriera a un equipo de investigación. El equipo estaba buscando el final del pasadizo escondido con sus perros encadenados por los miembros del equipo. Primero enviaron a sus perros a entrar en el oscuro pasadizo, pero cuando tiraron de la cadena vieron desaparecer a los perros. Los gobernantes británicos también enviaron algunos elefantes a este túnel, pero según la leyenda, ninguno de ellos regresó jamás.[33]

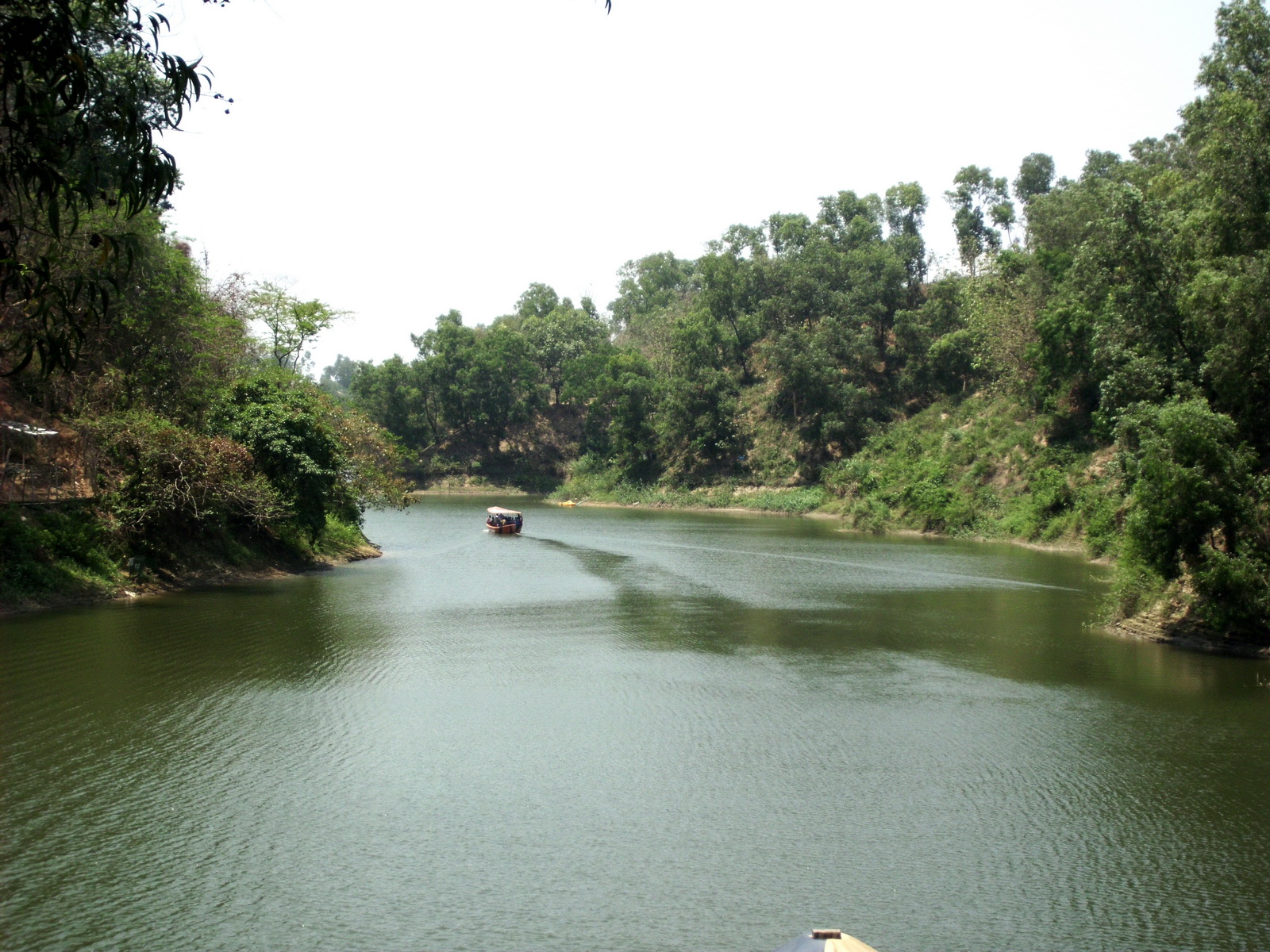
Lago de Foy, Chittagong.

- Lago de Foy Chittagong: el famoso lago de Foy en Chittagong es conocido por su larga reputación de estar encantado. La gente experimentó dos tipos diferentes de entidades femeninas alrededor del lago. Uno de ellos es un espíritu de mujer negra y sombría, que ataca a la gente. Otro es el espíritu de una joven que advierte a la gente de los peligros de la entidad femenina opuesta. Se dice que se ve a una mujer negra y sombría principalmente en el lado viejo del lago, sentada en la curva de dos colinas.[34]
- Carretera del aeropuerto de Daca: el aeropuerto de Daca también tiene leyendas de fantasía desde hace mucho tiempo. Mientras conducen por la carretera dirección del aeropuerto, la gente ve a una señora aparecer de repente de la nada en medio de la carretera, y mientras empujan con fuerza el freno para detenerse, pierden el control y se enfrentan a un accidente. Sin embargo, la mujer parece desaparecer por completo. La mujer es vista la mayor parte del tiempo en este camino entre Nikunjo y la oficina de Biman por la noche.[35]
- Golf Heights Banani (Daca): está situado al lado del cementerio de Banani. Muchas personas afirman que oyen a un bebé llorar a medianoche desde el cementerios. A veces se experimenta un olor muy desagradable. Muchos han reportado que se sentían como si fueran seguidos por una entidad invisible en la noche mientras caminaban junto al cementerio Banani.[36]
- Apartamento en construcción en Old DOHS, Banani, Daca: un grupo de investigadores paranormales (Sociedad Paranormal de Daca) encontró todo tipo de signos de adoración al diablo y escrituras escritas por todas partes en las paredes de un edificio en construcción en Old DOHS Banani. Uno de los investigadores también había sido arañado por una entidad invisible en ese lugar. Ha habido rumores no confirmados de que los carriles 5 y 4 del viejo DOHS fueron construidos sobre tumbas.[31]
- Apartamento en Uttara Sector 3, Daca: Hay un apartamento en el sector 3 que alberga un espíritu muy desmotivado. En los apartamentos del 2º y 3º piso, la gente puede oír los gritos durante la noche. Algunos también son despertados de su sueño por objetos que se mueven y también por algo invisible que les tira de las piernas.
- Cruce del ferrocarril Purbo Nayatola, Daca: Con la crisis común de los niños desaparecidos, el cruce del ferrocarril en Purbo Nayatola generó un misterio para enfriar los huesos. Se dice que una mujer deambula por las líneas buscando frenéticamente a su hijo, y que pregunta a los que están presentes en las inmediaciones. Sin que hasta ahora se haya confirmado ningún comportamiento perturbador, este relato fue confirmado cuando el maestro ferroviario del cruce se enfrentó a esta misteriosa mujer, y su encuentro concluyó con su desaparición instantánea una vez que él la siguió.[37]
- Apartamento en la carretera Dhanmondi, 27, Daca: se dice que un segundo piso en un complejo de apartamentos en la calle Dhanmondi número 27, es el lugar donde se ha realizado un exorcismo. Sin habitar desde hace muchos años, los nuevos inquilinos no podían permanecer en el apartamento por mucho tiempo debido a numerosos sucesos inusuales, físicos y psicológicos. Los humildes rumores comienzan originalmente con el suicidio de una mujer dentro del mismo apartamento.[36][38][39]
- Mandir Wala Bari, Daca: situado en Bakshibazar, en la Vieja Daca, hay un templo de aspecto misterioso en el límite de una casa hindú en ruinas. Hay varios rumores asociados con las centenarias casas hindúes abandonadas en la Vieja Daca y sus alrededores. De esta casa en particular, se dice que una señora vestida de blanco sale del templo a medianoche y deambula por la casa.[40]

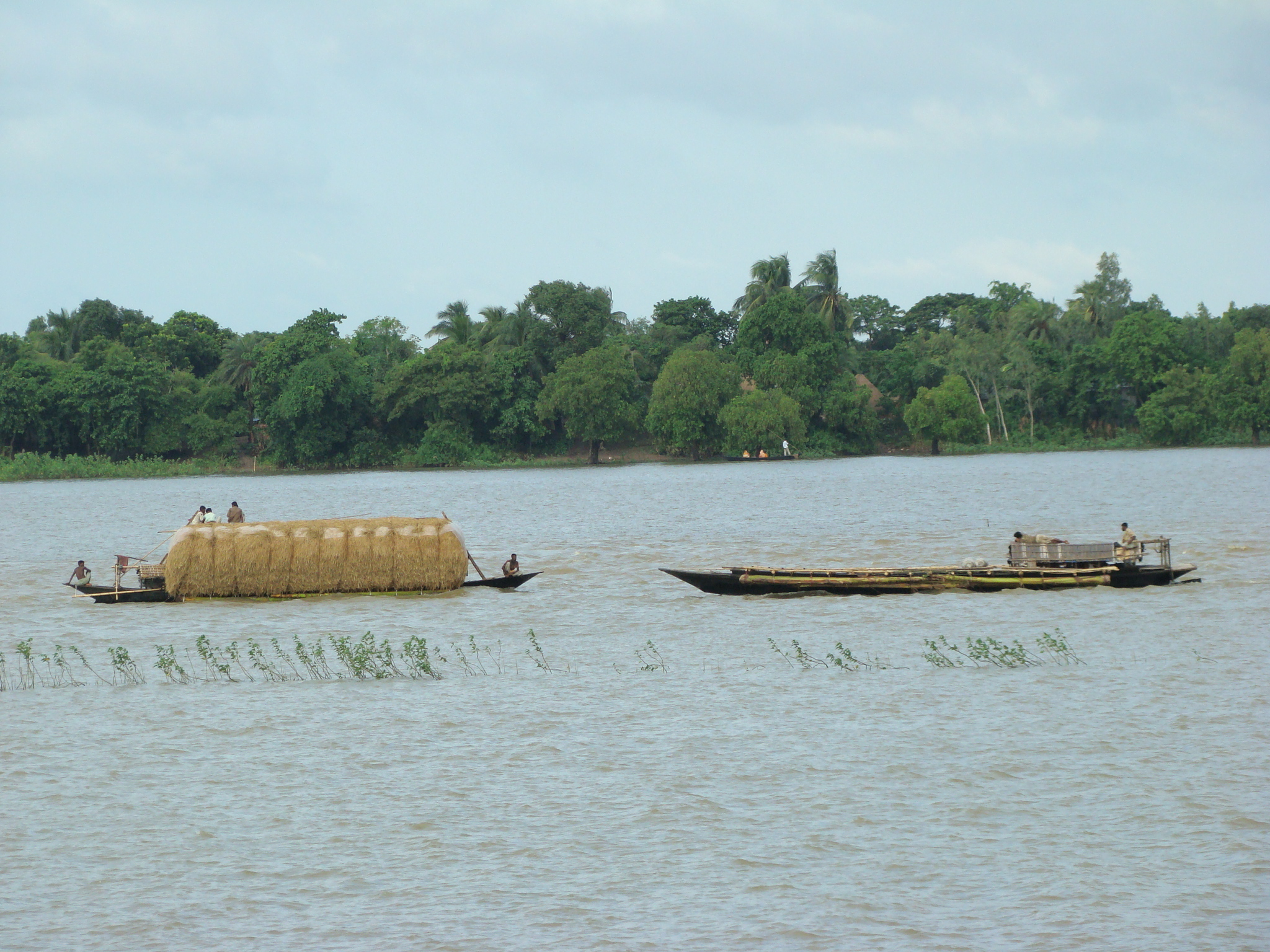
Chalan Beel, Natore, Sirajgonj.

- Chalan Beel, Natore, Sirajgonj: se dice que el humedal pantanoso es un lugar de genios. Hay tres templos hindúes en el humedal, donde ocurren diferentes tipos de fenómenos paranormales.[41]
- Casa de campo en Comilla, Chittagong: una gran casa de campo en Comilla tiene muchas actividades paranormales durante la noche. La sombra negra golpea a la gente y la araña. Las entidades paranormales son vistas por investigadores paranormales y las grabaciones de psicofonía han confirmado el lugar a ser seguido.[42]
- Aldea de Aliapur en  Chuadanga: en cada luna nueva, de 12 a 3 de la mañana, un grupo de perros circula alrededor de la aldea de Aliapur. Mucha gente ha visto a estos perros, pero lo extraño es que únicamente pueden ser vistos en las noches de la luna nueva. Una vez un grupo de jóvenes de la aldea trató de investigar el asunto, y dos de ellos fueron gravemente heridos por mordeduras de perro. Ellos reportaron que los perros caminaban en una línea con el mismo ritmo. Los perros eran de color negro oscuro, y sus ojos tenían una especie de tinte azulado.[43]
- Villa Maayer Dowya, Uttara, Daca: es una de las casas más embrujadas de Daca desde los años ochenta. Las personas que vivían y trabajaban en esa casa han reportado incidentes paranormales, mala suerte y accidentes antinaturales en sus vidas. Se dice que un exorcista también murió en esa casa mientras realizaba el ritual de exorcismo.[44]
- Autopista cerca de Mirsharai,Chittagong: La carretera que conecta Dacaa y Chittagong cerca de Mirsharai, tiene historias encantadas. Por la noche, los camioneros han experimentado una experiencia realmente escalofriante mientras viajaban por ese lugar en particular. Han visto a una persona en el medio de la carretera esperando como para esperar un accidente, y terminaron experimentando algún tipo de incidente paranormal.[45]

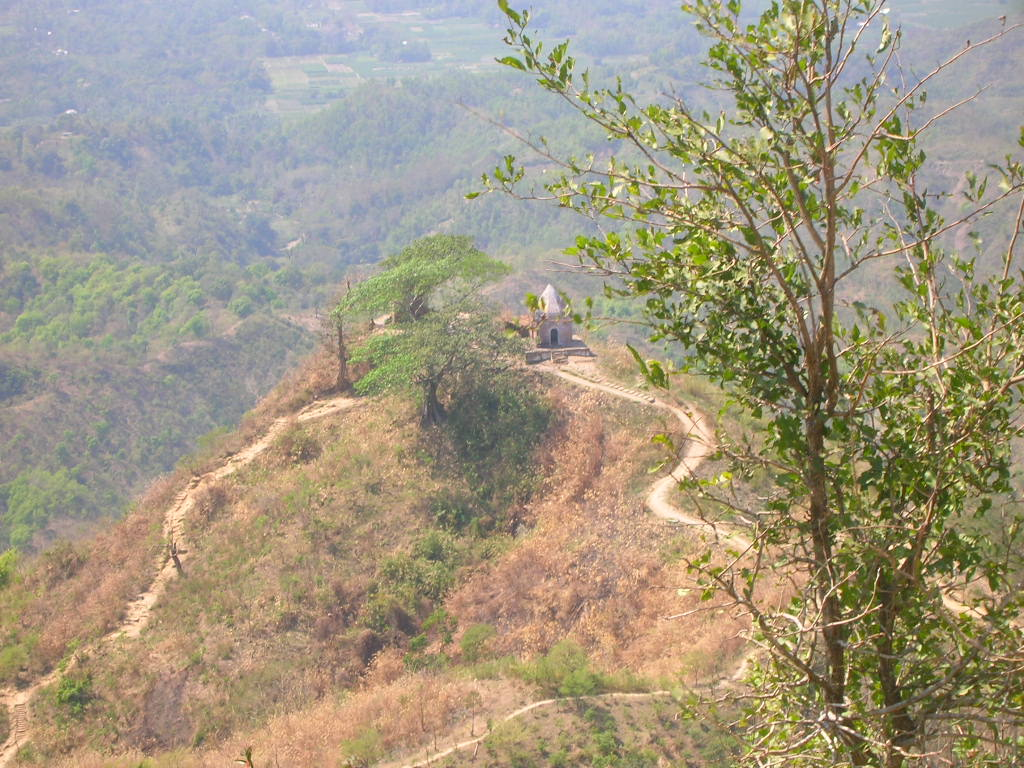
El templo en la cima de la colina Chandranath en Sitakunda, Chittagong.

- Templo Chandranath, Chittagong: el templo hindú está situado en la cima de la colina Chandranath en Sitakunda, Chittagong. Se dice que el templo está custodiado por un ser espiritual que toma forma humana y aparece ante un turista desprevenido después del anochecer, y que afirma ser el sacerdote de este templo. Los lugareños creen que la gente nunca regresa después de haber sido hipnotizada por este espíritu si están solos después del atardecer en esta área.
- Playa Pakri, Chitagong, esta playa de arena plateada tiene fama de estar embrujada. La gente se quejaba de haber oído pasos misteriosos y sonidos espeluznantes de gritos cerca de ellos. Cuando trataron de seguirlos, encontraron algo que en realidad intentaba meterlos en el agua. Una pareja explicó sus sentimientos de ser observados todo el tiempo cuando caminaban después de la puesta del sol. El fantasma de un viejo marinero ha sido visto por muchos turistas y lugareños. Todos ellos vieron al viejo marinero en su barco en las profundidades del mar. Algunas personas han afirmado que ven a varios marineros en sus pequeños barcos en el mar a distancia. Declararon que se trataba de apariciones, ya que no se informó de que nadie hubiera navegado en esos momentos.[46]

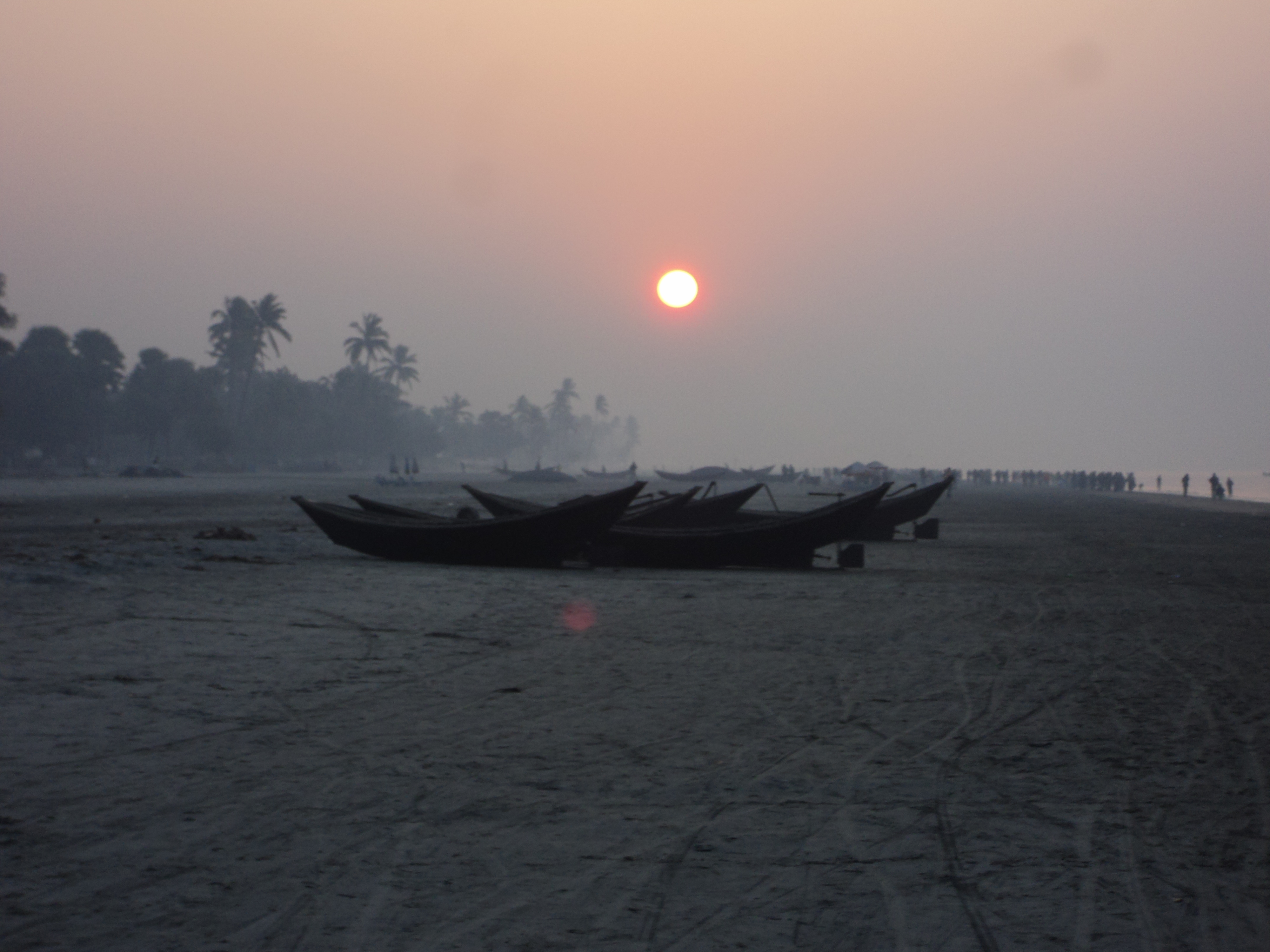
Kuakata Beach, Barisal.

- Kuakata Beach, Barisal: Los colonos creen que esta playa está embrujada. Fater Jungle en Kuakata es también un lugar encantado. Los rumores entre los rakhaine dicen que a finales de la década de 1980 un padre y un hijo de la aldea de Musullipara, en Kuakata, se adentraron en el profundo bosque de Gangamati, junto a la bahía de Bengala, para recoger leña. En un momento dado, el dúo sintió sed. Habitualmente, ambos comenzaron a cavar la superficie arenosa con sus manos y pronto golpearon algo duro. Cuando quitaron la arena de un área pequeña, sintieron que golpearon algo precioso para la estructura de madera que estaba emergiendo y que brillaba con láminas decorativas doradas. El dúo, con su machete de corte de madera, desmanteló los trozos de oro y luego comenzó a cavar más lejos en busca de más. Cuanto más cavaban, más metales salían de lo que parecía ser un gran barco de madera enterrado bajo la arena. Cuando el sol estaba a punto de ponerse, ambos decidieron dar por terminado el día y salieron del lugar prometiendo regresar temprano al día siguiente. Pero la luz del día nunca llegó para el padre y el hijo. Durante la noche, ambos murieron en circunstancias misteriosas, lo que provocó un chisme generalizado. Pronto la gente se enteró del barco enterrado en el bosque cargado de oro. Las muertes inexplicables del padre y del hijo, que habían recogido «oro» del misterioso barco, desencadenaron otro rumor que sugería que el barco estaba maldito y embrujado. Hasta hoy mucha gente en Kuakata cree que cualquiera que intente explorar el barco cargado de oro se enfrentaría al mismo destino del padre y del hijo.[47]

### Bengala Occidental
Mullick Ghat y Zanana Bathing Ghat bajo el puente de Howrah, el crematorio de Nimtala, la estación de metro Rabindra Sarobar, el Royal Calcutta Turf Club y la Biblioteca Nacional de la India se consideran embrujads.
- Biblioteca Nacional de la India, Biblioteca Nacional de Calcuta, situada en el local de «Belvedere», se cree que es el lugar más embrujado de Calcuta. Únicamente es conocida por dos cosas: primero, por su rara colección de libros y, segundo, por sus incidentes embrujados. Visitantes regulares reportaron algunos incidentes espeluznantes sobre este lugar. Algunos han oído el sonido de pasos que no vienen de ninguna parte, mientras que otros han sentido un ruido de respiración cerca de ellos cuando no colocaron los libros en su lugar correcto. La gente cree que es el alma de la esposa del gobernador, Lady Metcalfe. Ella amaba la limpieza y odiaba cuando alguien no ponía las cosas en su lugar.[50]

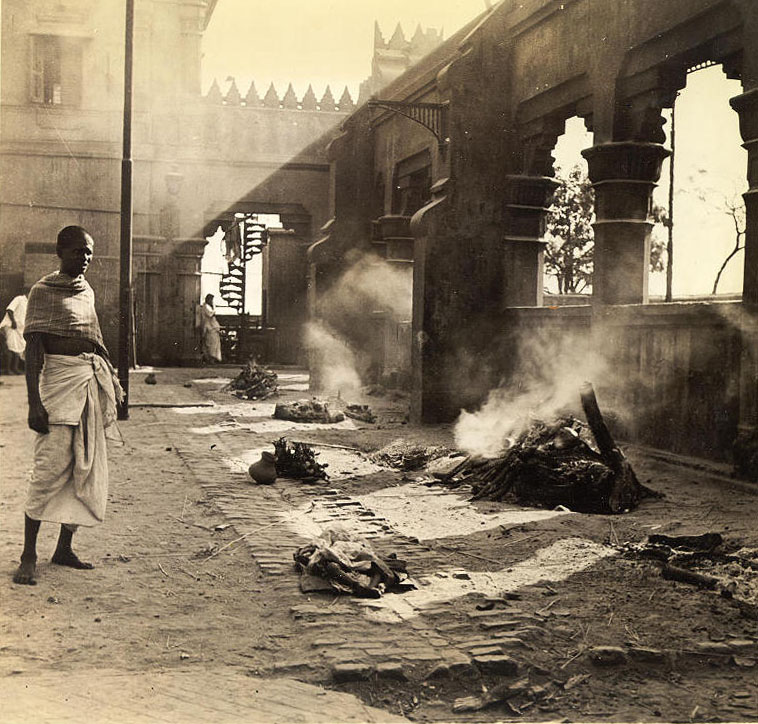
Nimtala Burning Ghat, Calcuta, 1945.

- Crematorio Nimtala, Calcuta: en el crematorio de Calcuta central, existe uno de los más antiguos fantasmas, donde se queman los cadáveres según los rituales hindúes. Es uno de esos lugares embrujados en Calcuta donde la gente teme entrar en las noches de Kali Pujá cuando la diosa Kali es evocada a altas horas de la noche, los aghori visitan este lugar a altas horas de la noche y comen carne de la pira ardiente y la usan para evocar poderes ocultos.[49]
- Estación de ferrocarril de Begunkodor, Purulia: situada en un remoto pueblo dominado por Santhal, Begunkodor, en el distrito de Purulia, en Bengala Occidental, esta estación está atormentada por un fantasma cubierto de white-sari, el fantasma de una dama que fue atropellada por un tren allí. Se la ha visto bailando en los andenes y vagando por las vías, y se dice que su vista ha causado la muerte de un empleado del ferrocarril. Sin embargo, estos informes fueron rechazados por el gobierno y la estación fue reabierta en 2009 después de 42 años de abandono.[51]
- Estación de metro de Rabindra Sarobar, Calcuta: Antes conocida como el lago Dhakuria, la estación de metro de Rabindra Sarovar es un lugar muy concurrido en Calcuta. Un hecho espeluznante relacionado con esta estación es que el 80% de los suicidios que tienen lugar en la ciudad tienen lugar en esta estación de metro. Los conductores y pasajeros del metro han reportado ver cifras espeluznantes y poco claras pasando por la pista, dado que la pista tiene un voltaje de 750V D.C. La leyenda dice que esos son los espíritus de las personas que murieron a causa de los suicidios.[52]

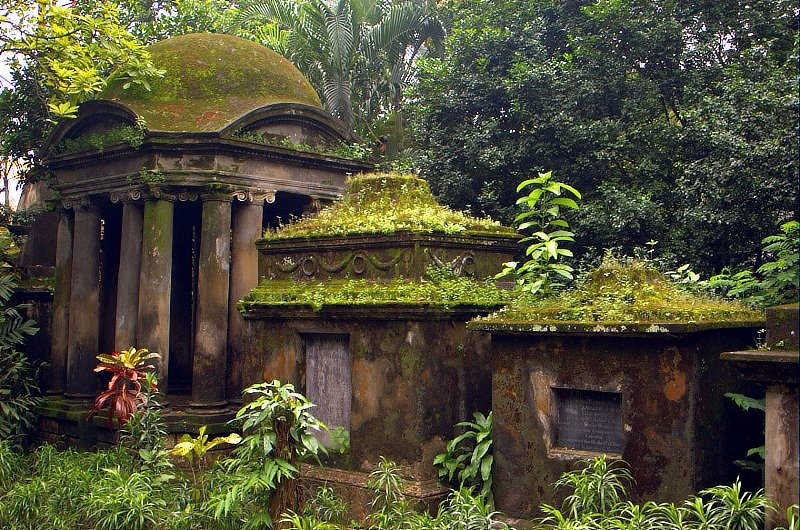
Cementerio de la South Park, Calcuta

- Cementerio de la calle South Park, Calcuta: al ser uno de los cementerios más antiguos y por la belleza de la naturaleza que aquí se le otorga, este lugar es un lugar turístico famoso en Calcuta. Este cementerio fue construido en 1767, y la mayoría de las tumbas son de soldados británicos. Es un lugar considerado espeluznante, pero los espíritus no molestan a ningún visitante. Hay pocos informes a favor de que este lugar esté embrujado. Según uno de ellos, un grupo que fue a tomar fotografías, vio una sombra con un vestido blanco. Pronto tuvo un ataque de asma (aunque no era asmático) y los demás habían enfermado.[53]
- Cementerio de South Park Street, Calcuta: mientras este cementerio es considerado como uno de los lugares embrujados, el cercano Cementerio de Lower Circular Road lo supera. En ese cementerio está la tumba de Sir W.H. Mac Naghten, cuyo cuerpo fue destrozado en Afganistán. Más tarde, su esposa que había reunido los restos de su cuerpo, los trajo a Calcuta y los enterró aquí en este cementerio. Aparentemente, si alguien narra este incidente cerca de su tumba, entonces el enorme árbol sobre su tumba tiembla.[54]

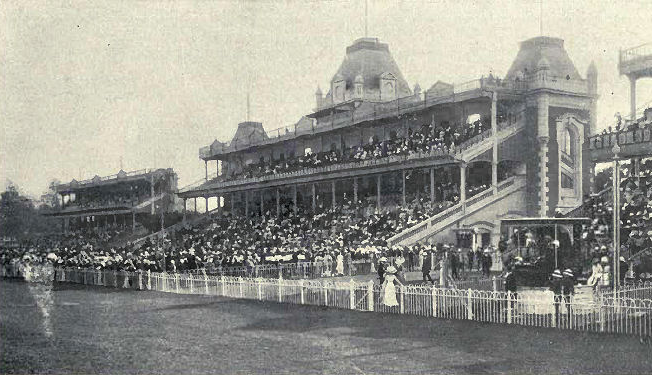
Royal Calcuta Turf Club, 1910

- Royal Calcutta Turf Club, Calcuta: hay una historia sobre un personaje George Williams, y su yegua blanca como una perla llamada «Orgullo». La yegua era la reina de las pistas, y ganó innumerables carreras y trofeos para George. George la amaba más que a nada. En el lapso de tiempo, «Orgullo» comenzó a hacerse viejo y débil. Un día perdió el Derby anual de Calcuta, y a la mañana siguiente fue encontrada muerta en las vías. Desde entonces, a la luz de la luna los sábados por la noche, la gente puede ver a una encantadora yegua blanca galopando por el campo de carreras.[54]
- Casa Hastings, Alipore, Calcuta: este es uno de los edificios más antiguos de Calcuta. Fue construido por el Gobernador General Warren Hastings, y más tarde se convirtió en la residencia del Gobernador. Ahora, la Universidad de Calcuta tiene un colegio de femenino allí. Muchos estudiantes se han quejado de incidentes espeluznantes y paranormales que les han ocurrido. Algunas afirmaron haber visto a un anciano inglés (se cree que era Warren Hastings) a caballo pidiendo algunos archivos, mientras que otros han especulado con el fantasma de un niño que murió hace años en el campus jugando al fútbol.[55]
- Edificio de los Escritores", Calcuta: el «Edificio de los Escritores» era una residencia de funcionarios menores y personal administrativo. Hoy en día es el Secretariado del Gobierno de Bengala Occidental. Ninguno de los empleados de la oficina se arriesga a trabajar hasta tarde. Las personas que viven cerca de este edificio a menudo escuchan gritos repentinos, risas y gritos durante la medianoche.[55]
- Ghats on The Ganges- Bajo el puente de Howrah, Calcuta: hay un gran número de muertes ocurridas aquí, ya sea por suicidio o por ahogamiento. Los luchadores que practican diariamente con Mullick Ghat y Zanana en las primeras horas de la madrugada, ven las manos de alguien sobre el agua como si estuvieran buscando ayuda. Gente que cayó en su trampa y trata de ayudarlos a no volver nunca más.[55]
- Dow Hill en Kurseong": es uno de los lugares más embrujados de Bengala Occidental. Especialmente en los pasillos de la Victoria Boys’ School, y en los bosques circundantes se registró mucha actividad paranormal. Una serie de asesinatos han tenido lugar en el bosque de Dow Hill, lo que ha dejado una sensación espeluznante en la atmósfera. Muchos lugareños también han escuchado pasos en los pasillos de la Escuela de Niños durante las vacaciones de diciembre a marzo, cuando se supone que no hay nadie adentro. En el tramo que une Dow Hill con la oficina forestal, los leñadores y trabajadores han informado que han visto a un niño sin cabeza caminando durante varios metros y desapareciendo en el bosque.[49][56]
- Ruinas de Murshidabad: varios mitos e historias de fantasmas que rodean las ruinas de palacios de nawabs musulmanes, mezquitas y cementerios son muy populares entre los residentes locales así como entre los turistas.

## Cultura popular
Los fantasmas y otras entidades sobrenaturales similares, así como los cuentos de poderes paranormales —como la clarividencia, el fenómeno psíquico, etc.— son argumentos para muchos cuentos cortos y novelas de la literatura bengalí moderna. Algunas obras de literatura clásica y folclórica también se basan en esta trama. El número de películas bengalíes de este género es pequeño en comparación con el mundo occidental. Algunos programas de radio y televisión también presentan historias de experiencias paranormales de la gente. La gente común, tanto de Bangladés como de Bengala Occidental, ama las emociones sobrenaturales, y las historias personales de las experiencias paranormales de la gente son temas candentes de chismes, rumores y discusiones entre amigos y familiares.

### Literatura
Las obras literarias que involucran a seres fantasmales/demoníacos es uno de los géneros más populares de la literatura bengalí. En los primeros tiempos, los fantasmas eran los únicos ingredientes de los cuentos populares y cuentos de hadas bengalíes. Lal Behari Dey ha recopilado muchos cuentos populares de Bengala y los ha traducido al inglés. Su libro titulado Cuentos populares de Bengala, publicado por primera vez en 1883, presenta muchos cuentos asombrosos asociados con seres fantasmales y sobrenaturales.
Thakurmar Jhuli es la colección más clásica de cuentos populares y cuentos de hadas para niños bengalíes, compilada por Dakshinaranjan Mitra Majumder en 1907. En ella podemos encontrar muchas categorías diferentes de entidades sobrenaturales que aparecen en diferentes historias. Otras colecciones de cuentos del mismo autor son Thakurdadar Jhuli (1909), Thandidir Tholay (1909) y, Dadamoshayer Tholay (1913).
Además de los escritores mencionados anteriormente, muchos otros destacados escritores de Bengala también han escrito relatos cortos sobre fantasmas y lo sobrenatural, como Provatkumar Mukhopadhyay, Achintya Kumar Sengupta, Satinath Bhaduri, Buddhadeb Bosu, etc. Sin embargo, en la actualidad, algunos jóvenes escritores de cuentos de terror bengalíes están siendo influenciados de alguna manera por la literatura occidental de terror, y sus escritos carecen por lo tanto de la originalidad de la literatura clásica de terror bengalí y de los cuentos de fantasmas.

### Cine
Las películas clásicas bengalíes con una trama de terror/sobrenatural son únicamente un puñado. Kankal (1950), Hanabari (1952), Monihara de la antología cinematográfica Teen Kanya (1961) Kuheli (1971), fueron películas de terror y suspenso sobrenatural bastante populares en la era del cine bengalí en blanco y negro.
En muchas películas bengalíes, los fantasmas son representados con un humor ligeramente cómico y a veces de una manera amistosa. Uno de los ejemplos es Goopy Gyne Bagha Byne (1969), como ya se ha mencionado, adoptado de la historia de Upendra Kishore Roychowdhury y dirigido por Satyajit Ray. En esta película, el Rey de los Fantasmas da tres beneficios a `Goopy' y `Bagha', los dos niños pobres de la aldea que aspiraban a ser cantantes y bateristas respectivamente. Con la ayuda de esos dones hicieron muchas aventuras increíbles. La película es la primera película de la serie Goopy Gyne Bagha Byne, seguida de un par de secuelas: Hirak Rajar Deshe fue estrenada en 1980; y Goopy Bagha Phire Elo, escrita por Ray, pero dirigida por su hijo Sandip Ray, fue estrenada en 1992. Nishi Trishna (1989), dirigida por Parimal Bhattacharya fue la primera película de vampiros bengalí, protagonizada por Shekhar Chatterjee , Prasenjit Chatterjee y Luna Luna Sen.